# Laurinsaari (ö i Södra Karelen)
Laurinsaari är en ö i Finland. Den ligger i sjön Saimen och i kommunen Savitaipale i den ekonomiska regionen  Villmanstrands ekonomiska region  och landskapet Södra Karelen, i den södra delen av landet, 200 km nordost om huvudstaden Helsingfors. Öns area är 14,1 hektar och dess största längd är 0,7 kilometer i sydöst-nordvästlig riktning.